# Jaera nordmanni subsp. balearica
Jaera nordmanni subsp. balearica (Margalef, 1952) és una subespècie de crustaci isòpode d'aigua dolça descrita a la font de s'Olla (Sóller, Mallorca), d'on n'és endèmica. Originalment es va descriure com una espècie diferenciada dins el gènere Jaera Leach, 1814, però revisions posteriors han proposat que en realitat es tracta d'una subespècie de l'espècie marina Jaera nordmanni (Rathke, 1837), o fins i tot un sinònim de Jaera nordmanni subsp. occidentalis Veuille, 1979. Existeix una altra població d'aigua dolça geogràficament propera, al torrent d'Esporles (Esporles, Mallorca), descrita com una subespècie diferenciada, Jaera nordmanni subsp. brevicaudata.